# پایگاه نیروی هوایی ماخادو
پایگاه نیروی هوایی ماخادو (به انگلیسی: AFB Makhado) یک فرودگاه نظامی است که یک باند فرود آسفالت دارد و طول باند آن ۴۰۲۰ متر است. این فرودگاه در کشور آفریقای جنوبی قرار دارد و در ارتفاع ۹۳۵ متری از سطح دریا واقع شده‌است.